# 迈斯纳
迈斯纳（德語： Meißner，Meissner，英語：Meisner）为德語国家姓氏。可以指：

## 人名
- 莫里斯·迈斯纳（英語：Maurice Jerome Meisner；1931年11月17日－2012年1月23日），美國二十世紀中國史學者。
- 卡特琳·迈斯纳（德語：Katrin Meißner，1973年1月17日－），德国女子游泳运动员。
- 乔治·迈斯纳 （德語：Georg Meissner，1829年11月19日－1905年3月30日），德國解剖學家和生理學家。
- 奥托·迈斯纳（德語：Otto Lebrecht Eduard Daniel Meissner，1880年3月13日－1953年5月27日），德國政治家。
- 瓦尔特·迈斯纳（德語：Walther Meißner，1882年12月6日－1974年11月6日），德國工程物理學家。

|  | 本页或本分段罗列了姓氏为「迈斯纳」的人物。 如果是一个指代特定个人的内链将您引导到本页，請考慮修正該人物的名字以將链接指向正確的條目。 |